# Giovanni Palmieri (militare)
Giovanni Palmieri (San Severo, 1922 – Tobruch, 27 aprile 1941) è stato un militare italiano, decorato con la medaglia d'oro al valor militare alla memoria nel corso della seconda guerra mondiale.

## Biografia
Nacque a San Severo provincia di Foggia nel 1922, figlio di Vincenzo e Carmela Bellilla. Di professione parrucchiere, si arruolò volontario nel Regio Esercito all'età di 18 anni, il 10 dicembre 1940. Assegnato al 61º Reggimento fanteria della 102ª Divisione motorizzata "Trento", partì per l'Africa Settentrionale Italiana. Assegnato alla 3ª Compagnia del I Battaglione, fu promosso caporale il 13 marzo 1941, lo stesso giorno in cui sbarcò nel porto di Tripoli. Ferito gravemente in combattimento a Tobruch il 27 aprile, decedette durante il trasporto all'ospedale da campo n.580. Per onorarne la memoria venne decretata la concessione della Medaglia d'oro al valor militare.